# Courtney (månekrater)
Courtney er et meget lille nedslagskrater på Månen. Det befinder sig i Mare Imbrium på Månens forside og er opkaldt efter et engelsk fornavn.
Navnet blev officielt tildelt af den Internationale Astronomiske Union (IAU) i 1976. 

## Omgivelser
Courtneykrateret ligger omkring to kraterdiametre nordvest for Eulerkrateret i en ellers isoleret position i maret. Den mørke overflade i området er mærket af Eulerkraterets udstrålede materiale.